# Antonio Villavicencio
Antonio Villavicencio Verástegui (San Francisco de Quito, 9 de enero de 1775-Santafé de Bogotá, 6 de junio de 1816) fue un patriota neogranadino.
Nacido en Quito, de madre santafereña, e hijo de Juan Fernando de Villavicencio, conde del Real Agrado y su familia.

## Biografía
Estudió en el Colegio Mayor de Nuestra Señora del Rosario en Santafé. Posteriormente sus padres lo enviaron a España y allí realizó estudios militares en la Real Armada, donde alcanzó a recibir los grados de oficial de marina en 1801. Estuvo en Cartagena de Indias como alférez de fragata y en 1804 regresó a España. Peleó en la batalla de Trafalgar, el 25 de octubre de 1805 como segundo de Antonio de Escaño, mayor general de la escuadra. 
En el año 1810, la Junta Suprema Central, luego Consejo de Regencia de España defensor de los derechos de Fernando VII, en vista de las revoluciones en las colonias americanas resolvió enviar comisarios regios como representantes del gobierno español, su fin esencial era mantener la autoridad real en los dominios americanos. Para Quito fue nombrado Carlos Montúfar, para el Virreinato del Perú, José de Cos Iriberri y para el Nuevo Reino de Granada fue nombrado Antonio Villavicencio. A bordo de la goleta Carmen, Villavicencio y sus colegas llegan al puerto de La Guaira el 17 de abril y dos días después presencian la revolución de 1810 en Caracas que desemboca en la destitución de Vicente Emparan, capitán general de Venezuela. Posteriormente, se dirigieron a Cartagena de Indias y asistió a los actos revolucionarios del 14 de junio, en los cuales el cabildo destituyó al gobernador por abuso de autoridad y en su reemplazo nombró a Blas de Soria.
Las autoridades del virreinato y el cabildo preparaban la venida del comisario regio Antonio Villavicencio a Santafé de Bogotá. El plan de los criollos revolucionarios el 19 de julio, tenía por objeto aprovechar la presencia del comisario regio para hacer la revolución política y reemplazar al virrey Antonio Amar y Borbón por una Junta Suprema de Gobierno. Los hechos conocidos como El Florero de Llorente sucedieron tal como fueron planeados. El comisario regio Antonio Villavicencio se enteró de ello en medio de su viaje a la capital por el río Magdalena. Recibió el informe del vicepresidente de la Junta, José Miguel Pey, por intermedio del alcalde de Honda, Juan Merino. Cuando llegó a Santafé de Bogotá recibió la nota oficial de la Junta Suprema sobre el desconocimiento al Consejo de Regencia. La respuesta de Villavicencio fue de acatamiento a la Junta Suprema y declaró suspendidas sus funciones como comisario regio ya que decidió abrazar la causa patriota. En 1813 participó en llamada Campaña del Sur con el general Antonio Nariño y en 1814 fue nombrado asesor militar en el Congreso de las Provincias Unidas de la Nueva Granada. 
En 1815 fue gobernador de la Provincia de Tunja. Cuando el general Custodio García Rovira renunció a su cargo en el triunvirato, Villavicencio fue designado en su lugar y se integró al cuerpo colegiado de gobierno el 31 de julio, asumiendo la presidencia del mismo el 17 de agosto siguiente. 
El 15 de octubre fue reconocido por las tropas como general comandante del ejército de reserva, disponiendo días después la ubicación de destacamentos en Monserrate, Guadalupe, Laches, Puente de Santa Catalina, de Aranda, Río del Arzobispo y demás parajes de entrada y de salida de la ciudad, desde donde aprehendía a todo aquel que pretendiera salir sin pasaporte para luego ser condenados a la pena de ordenanza. 
El 14 de noviembre expidió el escudo nacional. Al día siguiente dispuso que todo oficial fuera pagado por la provincia de su jurisdicción y no la del gobierno nacional, mientras el Congreso aprobaba el fin del gobierno tripartito y el restablecimiento de un único presidente y un vicepresidente. Al final de la tarde eligieron a Camilo Torres y a Manuel Rodríguez Torices en esos destinos. De igual manera, fue creado un Consejo de Estado compuesto por uno de gobierno y otro general, responsabilidad que pasaron a asumir los salentes mandatarios Pey y Villavicencio, respectivamente.
El 23 de septiembre fue descubierta una conspiración realista contra el gobierno, en la que fueron apresados varios ciudadanos. El acusado Cornelio Rodríguez confesó que Camilo Torres, Pedro Groot y Alea, el canónigo León y el presbítero José Antonio Torres Peña y sus dos hermanos eran parte del complot. También surgió el rumor que el miembro del triunvirato, Manuel Rodríguez Torices también hizo parte de la conspiración, por lo que renunció a la presidencia para que se le investigara. 
El gobierno convocó a la Junta de Vigilancia y a la Alta Corte de Justicia, la cual enfrentó en careo a Vanegas y a Groot. Vanegas negó su participación y responsabilizó a Groot, quien a su vez acusó al presidente de la junta de vigilancia, Ignacio de Vargas, quien molesto por el señalamiento se retiró del recinto anunciando su renuncia. Pocas horas pasaron para que el gobierno llamara a Vargas a asumir la presidencia y decretar sentencia. El asunto se volvió tan engorroso, que ante la enfermedad del gobernador García Hevia, le correspondía a de Vargas asumir el gobierno de la Provincia, pero al tener que actuar en la Junta de Vigilancia, el tribunal de justicia le pidió que priorizara la tarea de la Junta antes que asumir la Gobernación. La primera sentencia a los conjurados fue expedida el 26, condenando a muerte primero y luego conmutando la pena con destierro a Cartagena a Ramón Rico, Gregorio Martínez, Patricio Parada, Francisco López, el negro Lafama, José Antonio Mendoza y Francisco Ancízar; cárcel entre 4 y 8 años al teniente coronel Ignacio Salcedo, a Buenaventura Millán, Pedro Ballesteros, Nicolás Rodríguez y Manuel Hurtado; cuatro años de grillete a Mariano Pinzón; destierro a Agapito Barreto, Francisco Javier Vanegas, Eusebio Otaola, Antonio Álvarez Lozano, Laureán Sandoval, Narciso Carretero y Camilo Manrique; enviados al ejército de Casanare los soldados José Bernal, Santiago Castillo, Andrés Moncada, José María Luna y Mariano Rodríguez; y absueltos Trinidad Álvarez y José Antonio Pérez. El 3 de noviembre salió la condena de destierro a Cartago ] contra Pedro Groot.
El 15 de enero de 1816, Villavicencio fue relevado del comando de reserva por el general José María Mantilla para reemplazar a Custodio García Rovira. Derrotado, llegó el 15 de marzo a Santafé, de donde salió para Honda con nombramiento de gobernador, ciudad en la que fue capturado por tropas realistas y conducido a Santafé, a donde llegó el 29 de mayo y juzgado por el Consejo de Guerra tres días después, condenándosele a muerte. El 6 de junio fue sacado de la cárcel, de donde salió uniformado y al llegar al camino de San Victorino, lo degradaron y lo sentaron en un banquillo en el que fue fusilado por la espalda.
Contrajo matrimonio con Gabriela Sánchez Barriga y Brito, viuda de Juan Esteban Ricaurte y cuñada de Genoveva Ricaurte Mauris.madre colombiana